# 羅伯·霍恩
羅伯·霍恩（英語：Rob Horne；1989年8月15日—）是一位澳大利亞橄欖球運動員。他是澳大利亞國家橄欖球隊的一員，代表澳大利亞參加了2015年世界盃橄欖球賽。